# São Paulo
São Paulo [sɐ̃u̯mˈpau̯lu] (portugalski za Svetog Pavla) glavni je grad istoimene federalne države u Brazilu. Grad ima više od 11 milijuna stanovnika (procjena IBGE-a 2006.) što ga čini najvećim gradom na južnoj polutci. Računajući šire područje grada, ovdje živi 19 milijuna stanovnika, što čini São Paulo drugim ili trećim najvećim gradom na svijetu. Geslo grada je „Non Ducor, Duco”, što u slobodnom prijevodu s latinskog znači: „Nisam vođen, nego vodim”. Nadimak grad je „Sampa”.

## Povijest
Selo São Paulo de Piratininga osnovali su jezuitski misionari Manuel da Nóbrega i José de Anchieta 25. siječnja 1554. godine, te osnovali isusovačku misiju Colégio de São Paulo de Piratininga između rijeka Anhangabaú i Tamanduateí. Svrha ove ustanove je bila pokrštavanje lokalnog Tupí-Guaraní stanovništva. Selo se nalazilo iza uzvisina Serra do Mar u blizini Santosa i rijeke Tietê, te je time bilo na putu između jugoistočne obale i prostranog i bogatog platoa na zapadu, koji je kasnije postao država São Paulo. Ime sela je dano po Pavlu iz Tarza, jer Katolička Crkva 25. siječnja slavi njegovo preobraćenje. 1560. godine, glavni guverner Mem de Sá, zahtijevao je od stanovništva sela Santo André da Borda do Campo preseljenje u područje koledža, čime je São Paulo službeno postao selo. São Paulo ostao je iduća dva stoljeća izolirano selo u središtu kolonije kojeg je održavala poljoprivreda.
U 17. stoljeću javljaju se u ovom području bandeirantesi, tj. istraživači koji su istraživali nova područja, te lovili indijance i tražili zlato i dijamante. Oni se smatraju zaslužnim za teritorijalno proširenje Brazila, te za otkrivanje mnogih rudnika plemenitih metala i dragog kamenja. Otkriće zlata u području Minas Geraisa, privuklo je pozornost krune prema São Paulu, koji je 1711. godine postao grad. Kad se zlato iscrpilo krajem 18. stoljeća, počinje trgovina šećerom koja se širila iz unutrašnjosti provincije kroz grad prema luci u Santosu.
Stjecanjem neovisnosti Brazila, São Paulo je dobio naslov carskog grada (Imperial Cidade), kojeg je dodijelio Dom Pedro I., 1823. godine. 1827. godine, u Samostanu sv. Franje, osnovana je pravna škola (preteča današnjeg pravnog fakulteta u São Paulu), koja je prva akademska institucija u Brazilu. Škola je osnovana zbog sve veće potrebe za pravnicima i političarima koji su dotad išli na školovanje u Europu. Akademska funkcija grada privukla je brojne nove studente i profesore u grad, te je zbog toga i zbog rastuće proizvodnje kave u regijama Campinas, Rio Claro, São Carlos i Ribeirão Preto, grad dobio naslov Imperial Cidade e Burgo dos Estudantes de São Paulo de Piratininga. Od sredine do kraja ovog stoljeća traje razdoblje useljavanje velikog broja imigranata, većinom Talijana, koji su većinom radili na plantažama kave. U ovo vrijeme počinje se stvarati i prva industrija.
Sredinom 19. stoljeća, grad se počinje brzo razvijati zahvaljujući željeznici koja je povezivala unutrašnjost države São Paulo s lukom u Santosu. Lakoća izvoza kave omogućuje veliki ekonomski rast i grada i države. Najveći ekonomski rast grada događa se padom Drugog kraljevstva, kada se događa i najveći rast stanovništva, čemu je pomogla i politika café-com-leite (kava s mlijekom).
Vrhunac razdoblja dominacije kave predstavlja izgradnja drugog kolodvora Estação da Luz (današnja zgrada) krajem 19. stoljeća. U ovom razdoblju, financijsko središte grada miče se iz povijesnog središta grada (područje znano kao Triângulo Histórico) više ka zapadu. Područje doline rijeke Anhangabaú postaje smatrano novim gradskim središtem. Upravitelji João Teodoro i Antônio Prado uvelike su pridonijeli razvoju São Paula, te se za njihovog upravljanja događa velika obnova grada. Industrijskim razvojem grada u 20. stoljeću, povećava se gradsko urbanizirano područje, te se na mjestima starih posjeda javljaju stambene četvrti. Zbog situacije u industriji za vrijeme Drugog svjetskog rata, koja je uzrokovana krizom industrije kave i zabranama u međunarodnoj trgovini, događa se veliki rast poreza, koji ostaju visoki i do današnjih dana.
Danas je zbog velikog industrijskog razvoja u ostalim dijelovima Brazila, São Paulo napustio svoju industrijsku ulogu, te se okrenuo prema trgovini, tehnologiji i uslugama, u čemu se smatra najvažnijom metropolom u Latinskoj Americi.

## Zemljopis

### Zemljopisni položaj
São Paulo nalazi se na platou koji je dio Serra do Mar (portugalski za „planinski lanac mora”), koji je opet dio šireg područja Brazilskih Visoravni (Planalto Brasileiro) s prosječnom nadmorskom visinom od 800 m, te s udaljenošću od 70 km do Atlantskog oceana. Grad s oceanom povezuju dvije autoceste koje prevaljuju planinski lanac i vode do lučkog grada Santosa i turističkog mjesta Guarujá.
Urbaniziranom području São Paula dominira brežuljkasti teren, a sjeverno na Serra da Cantareira nadmorska se visina povećava, te se ovdje mogu vidjeti ostaci Atlantske prašume. Područje grada je vrlo tektonski stabilno, te ovdje nikad nisu zabilježene znatnije sezmičke aktivnosti.
Rijeka Tietê je nekad bila izvor slatke vode za grad, ali je u drugoj polovici 20. stoljeća znatno zagađena kanalizacijom i industrijskom aktivnosti, kao i njezina pritoka Pinheiros. Trenutno na snazi je program čišćenja rijekâ koji je ipak donekle maknuo posljedice zagađenja. Rijeka Tietê kroz grad nije plovna, ali promet njome je važniji nizvodno, jer je rijeka dio estuarija La Plata.
Izvorna flora se sastoji većinom od širokolisnih zimzelenih biljaka. Danas je vrlo uobičajeno razno raslinje, koje vrlo uspješno raste zahvaljujući blagoj klimi i čestim kišama. To omogućuje rast raznim biljkama iz tropskih, podtropskih i umjerenih krajeva, a najprisutniji je eukaliptus.

### Geologija
Istočna visoravan u kojoj se nalazi São Paulo proteže se od južne Bahije preko država Minas Gerais, Espírito Santo i São Paulo do sjevernog dijela savezne države Parane. Velike visinske razlike i raznolikost reljefa prikazuju se raznolikošću materijala u tlu. Odmah ispod površine starog brazilskog gorja mogu se naći škriljevac, intruzivne stijene i kvarc.

### Klima
Prema Köppenovoj klasifikaciji klime São Paulo ima vlažnu podtropsku klimu. Temperature rijetko kad dosežu 30°C u ljeti, dok je zimi mraz vrlo rijedak. Najviša zabilježena temperatura je 35,3 °C, 15. studenog 1985., a najniža -2,1 °C, 2. kolovoza 1995. Obje ove temperature zabilježene su na meteorološkoj stanici Mirante de Santana u sjevernoj zoni. U brdima oko grada (Horto Florestal), 2. kolovoza 1955., neslužbeno je zabilježena temperatura od -3,9 °C. Naleti snijega službeno su zabilježeni samo jednom, i to 25. lipnja 1918. Kiša je vrlo obilna, pogotovo u toplijim mjesecima, ali rjeđa između lipnja i kolovoza. Ni São Paulo niti obližnju obalu nikad nisu pogodili uragani, a tornadske aktivnosti su vrlo neuobičajene.
|                            | Sij         | Velj        | Ožu         | Tra         | Svi         | Lip          | Srp          | Kol          | Ruj         | Lis         | Stu         | Pro         | Godišnje       |
| Najviša prosječna temp. °C | 27          | 28          | 27          | 25          | 23          | 22           | 21           | 23           | 23          | 25          | 26          | 26          | 23,5           |
| Najniža prosječna temp. °C | 19          | 19          | 18          | 17          | 15          | 13           | 12           | 13           | 14          | 16          | 17          | 18          | 15,5           |
| Najviša temp. °C*          | 35,4 (1999) | 34,7 (1995) | 34,9 (1995) | 33,3 (1996) | 30,9 (2001) | 29,3 (1972)  | 30,2 (2002)  | 33,0 (1963)  | 35,3 (1988) | 35,4 (1994) | 35,5 (1958) | 35,6 (1940) | 33,2 (prosjek) |
| Najniža temp. °C*          | 9,6 (1933)  | 9,9 (1943)  | 9,6 (1933)  | 4,0 (1971)  | 1,4 (1979)  | – 0,6 (1942) | – 1,2 (1942) | – 2,1 (1955) | 0,4 (1941)  | 4,7 (1934)  | 5,3 (1933)  | 7,7 (1937)  | 3,1 (prosjek)  |
| Padaline (mm)              | 241         | 203         | 142         | 58          | 43          | 38           | 28           | 36           | 58          | 150         | 122         | 198         | 1317           |

Izvori: Weather Channel i World Climate;  *Promatrano između 1933. i 2006. – Skupina za klimatske studije na Sveučilištu u São Paulu (mjesečno klimatsko izvješće)  Arhivirana inačica izvorne stranice od 13. ožujka 2005. (Wayback Machine) – Meteorološka stanica Água Funda (južna zona).

## Politika
U brazilskoj politici, mjesto gradonačelnika São Paula uvijek je imalo veliku ulogu. Između 1989. i 2004. gradsku politiku određivale su dvije stranke, to su socijalistički PT (Partido dos Trabalhadores) i ekstremno desni PP/PPB (Partido Progressista, prije Partido Popular i Partido Populista Brasileiro).
Nedavniji gradonačelnici grada bili su:
| Gradonačelnik   | Početak mandata | Završetak mandata | Stranka        |
| --------------- | --------------- | ----------------- | -------------- |
| Ricardo Nunes   | 2021.           | -                 | MDB            |
| Bruno Covas     | 2018.           | 2021.             | PSDB           |
| João Doria      | 2017.           | 2018.             | PSDB           |
| Fernando Haddad | 2013.           | 2017              | PT             |
| Gilberto Kassab | 2006.           | 2013.             | PFL, DEM i PSD |
| José Serra      | 2005.           | 2006.             | PSDB           |
| Marta Suplicy   | 2001.           | 2004.             | PT             |
| Celso Pitta     | 1997.           | 2000.             | PPB i PTN      |
| Paulo Maluf     | 1993.           | 1996.             | PDS, PPR i PPB |
| Luiza Erundina  | 1989.           | 1992.             | PT             |
| Jânio Quadros   | 1986.           | 1988.             | PTB            |
| Mário Covas     | 1983.           | 1985.             | PMDB           |

### Politička podjela
Grad São Paulo dijeli se na 31 gradsku četvrt, tj. podprefekture (subprefeituras). To su:
| - Aricanduva - Butantã - Campo Limpo - Capela do Socorro - Casa Verde - Cidade Ademar - Cidade Tiradentes - Ermelino Matarazzo - Freguesia do Ó - Guaianases - Ipiranga | - Itaim Paulista - Itaquera - Jabaquara - Jaçanã - Lapa - M'Boi Mirim - Mooca - Parelheiros - Penha - Perus | - Pinheiros - Pirituba - Santana - Santo Amaro - São Mateus - São Miguel - Sé - Vila Maria - Vila Mariana - Vila Prudente |

Ove potprefekture dijele se na okruge. Svaka potprefektura ima većinom dva ili tri okruga, dok potprefekture Sé, Butantã, Lapa, Penha i Mooca imaju po jedanaest okruga. Potprefekture službeno su grupirane u devet regija (ili zona), uzimajući u obzir njihov zemljopisni položaj i povijest. Ipak, u nekim agencijama i institucijama (telefonske kompanije, izborne zone) koristi se drugačija podjela od službene.
Ove regije su:
- Centar - središnja potprefektura, unutar ove zone nalazi se samo potprefektura Sé
- Sjeveroistok - stambena zona za srednju klasu, blizu grada Guarulhosa, s blagom industrijom.
- Sjeverozapad - siromašno područje, ovdje prolazi željeznica i cesta za Campinas i druge gradove u državi.
- Zapad - sveučilišna i kulturna zona. U ovoj regiji nalazi se Avenija Paulista i druge luksuzne četvrti.
- Centar-Jug - ovo je zona s najvećim dohodkom po stanovniku u gradu. Ovdje se nalaze mnogi uredi i središta međunarodnih kompanija.  Ovdje se nalaze Morumbi, Santo Amaro i Nações Unidas.
- Jugoistok - bivša industrijska zona, danas je naseljavaju „novopečeni” bogataši. Ovdje se nalaze neke povijesno važne četvrti kao Ipiranga i Mooca.
- Istok 1 - ovo je zona u razvoju koju naseljavaju radnici, te ljudi s manjim primanjima.
- Jug i Istok 2 - najsiromašnije područje grada, gdje većina ljudi živi u favelama, te područje s visokom stopom kriminala.

U širem području grada (Grande São Paulo) živi oko 19 milijuna stanovnika (po podacima IBGE-a iz 2005.). Ovo područje koje gravitira São Paulu uključuje 39 općina.

## Gospodarstvo
São Paulo je jedan od najvažnijih financijskih središta u Latinskoj Americi. U gradu se nalaze sjedišta velikog broja njemačkih poduzeća, te je ovo grad s najvećim brojem njemačkih poduzeća izvan Njemačke. Ukupni BDP u São Paulu je bio oko 260 milijardi dolara, 2006. godine.
Burza São Paula je Bovespa, dok se budućnosnice nude na BM&F-u. Poslovno središte grada je okolica Avenije Paulista u starom središtu grada (Centro Velho). Druga važna poslovna područja su u četvrtima Pinheiros i Santo Amaro, te u aveniji Faria Lima.
U gradu se održava veliki broj sajmova i ostalih gospodarskih manifestacija, koji privlače razne posjetitelje iz Brazila i iz inozemstva. Neki od važnijih događanja u gradu su:
- Međunarodni sajam cipela i sportske opreme - COUROMODA
- Međunarodni sajam tekstilne industrije - FENIT
- Međunarodni građevinski sajam
- Međunarodni modni sajam - FRANCAL
- Međunarodni kozmetički sajam - COSMETICA
- Međunarodni stambeni sajam - EQUIPOTEL
- Međunarodni automobilski sajam - Salão do Automóvel
- Međunarodni sajam knjiga - Bienal Internacional do Livro

U zadnjem desetljeću gradsko gospodarstvo se od industrijskog sektora okrenulo uslužnom i IT sektoru. Tako su staru industriju zamijenila uslužna poduzeća, poglavito na području zabave, građevinarstva i turizma, te su se otvorili mnogi trgovački centri.

## Stanovništvo

### Rasna struktura stanovništva
Po IBGE-u, stanovništvo São Paula čine: bijelci (65,7%), mulati ili u brazilskoj verziji pardos (26,2%), crnci (6,0%), azijati ili u brazilskoj verziji amarelos (2,1%), te domoroci, tj. indijanci (0,1%).

### Etnička struktura stanovništva
São Paulo je grad u kojem se mješa najviše kultura u Brazilu, te jedan od kulturalno najraznovrsnijih gradova u svijetu. Od 1870. godine, oko 2,3 milijuna useljenika se doselilo u ovu državu iz svih krajeva svijeta. Danas su mnogi stanovnici grada miješanog podrijetla.

#### Indijanci
Cagoan, Croyás, Goyaná (Guaianá do Pirapytá), Guarani, Guarani Kaiwá, Guarani Mbiá, Guarani Nhandéva, Guayanán (Guayanã), Kaingang, Karijó, Kayapó, Krenak, Maionomi, Maramomim, Maromomi, Oti-Xavante (Oti), Porrudos, Purí, Puri-Coroado (Coroados), Terena, Tupi, Tupiguarani, Tupinambá, Tupinikin, Txiki.

#### Europljani
Talijanska zajednica je najveća u gradu, te je prisutna u svim njegovim dijelovima. Oko 10 milijuna stanovnika São Paula, 55 % (5,5 milijuna) potomci su Talijana. Iz toga proizlazi da je São Paula grad u kojem živi najveći broj Talijana na svijetu (u Rimu, najvećem gradu Italije živi 2,5 milijuna stanovnika). Talijani su u početku bili grupirani u etničke četvrti kao Bixiga i Mooca u kojima se i danas vidi talijanski utjecaj. Početkom 20. stoljeća, u gradu se više služilo talijanskim od portugalskog jezika, te su talijanski dijalekti puno pridonijeli oblikovanju današnjeg dijalekta São Paula (dialeto paulistano). Zanimljiva je činjenica da je ovo grad s drugom najvećom potrošnjom pizze na svijetu. Osim Talijana, vrlo su prisutni i potomci portugalskih (oko 3 000 000), španjolskih (oko 2 000 000) i njemačkih (oko 1 000 000) useljenika.
U São Paulu živi od 60 000 do 130 000 Židova, koji se većinom nalaze u Higienópolisu (veća prisutnost) i u Bom Retiru (trenutno manja prisutnost).
Od drugih naroda sa šireg područja Europe brojniji su Armenci, Litavci, Grci i Poljaci. U gradu postoji značajna zajednica Hrvata, te je ovo grad u kojem živi najveći broj Hrvata u Brazilu.

#### Arapi
U gradu živi veći broj stanovnika arapskog podrijetla, većinom libanonskog i sirijskog. Najveći broj njih se doselilo u razdoblju od 1900. do 1930. Posebno je značajna libanonska zajednica (oko 850,000) koja je najveća zajednica Libanonaca izvan Libanona. Diljem grada postoji veliki broj arapskih restorana, te su mnoga arapska jela (quibe, esfiha, itd.) definitivno ušla u brazilsku kuhinju. Ulicu Rua 25 de Março (ulica 25. ožujka) osnovali su Arapi koji su većinom tamo poslovali kao trgovci.

#### Azijci
São Paulo je grad s najvećom azijatskom (amarelos tj. „žuti”) zajednicom u Brazilu. 2,1 % stanovništva (oko 200 000 ljudi) istočnjačkog su podrijetla. Japanska zajednica u gradu je najveća izvan Japana. Japanski useljenici su počeli dolaziti 1908. godine, a u velikom broju su dolazili sve to 1950-ih. Najveća koncentracija Azijaca je u gradskoj četvrti Liberdade. U ovoj četvrti natpisi su na japanskom, a trgovine su tipičnog japanskog izgleda, te je jezik koji se govori na ulicama također japanski.
Također je dosta brojna i korejska zajednica u gradu. Oko 60 tisuća stanovnika je južnokorejskog podrijetla, a većinom se nalaze u Bom Retiru. Kinezi većinom žive u četvrti Cambuci.

#### Crnci
Grad je već u 19. stoljeću imao značajnu crnačku populaciju, ali njihov broj je znatnije počeo rasti u drugoj polovici 20. stoljeća doseljavanjem iz drugih brazilskih država, posebno iz priobalnog područja Bahije. Smatra se da u gradu živi oko 1 500 000 ljudi afričkog podrijetla.

#### Nordestinos
„Nordestinos” je naziv za doseljenike iz Sjeveroistočne brazilske regije (Região Nordeste do Brasil). Padom doseljavanja Europljana i Azijaca u 1930-im, počelo je doseljavanje iz drugih brazilskih država u São Paulo. Najveći broj ovih doseljenika su iz država: Pernambuco, Paraíba, Alagoas, Bahia i sjevernog dijela Minasa Geraisa. Zbog velikog rasta stanovništva, te smanjenja mogućnosti za sve, danas se bilježi suprotan efekt ovome, tj. stanovništvo se počelo vraćati u mjesta od kud su došli.

### Jezici
Kao i u ostatku Brazila, portugalski je najdominantniji jezik kojim se koristi većina stanovništva. Ipak, koriste se i neki drugi jezici kao njemački, japanski, arapski, španjolski, kineski i korejski kojim se služi još prva ili druga generacija doseljenika. Talijanski, te pogotovo njegovi južni dijalekti su nekad bili vrlo rašireni, dok danas većina Italobrazilaca nisu vrlo tečna u talijanskom. Ipak, talijanski je ostavi snažan trag na gradskom dijalektu.

### Razvoj stanovništva
Ovi podaci predstavljaju broj stanovnika u određenom razdoblju. Do 1929. navedene su procjene, a od 1940. do 2000. okvirni podaci popisa stanovništva. Podaci za 2006. godinu su procjene Brazilskog federalnog ureda za statistiku i zemljopis (IBGE).
| Godina | Stanovništvo |
| ------ | ------------ |
| 1554.  | 100          |
| 1776.  | 2026         |
| 1790.  | 8000         |
| 1817.  | 23 760       |
| 1840.  | 12 000       |
| 1856.  | 15 000       |
| 1866.  | 20 000       |
| 1872.  | 31 385       |
| 1884.  | 40 000       |
| 1890.  | 64 900       |
| 1900.  | 239 800      |
| 1911.  | 346 000      |

| Godina/Datum      | Stanovništvo |
| ----------------- | ------------ |
| 1920.             | 579 033      |
| 1929.             | 880 000      |
| 1934.             | 1 060 120    |
| 1. rujna 1940.    | 1 326 261    |
| 5. rujna 1950.    | 2 198 096    |
| 1. rujna 1960.    | 3 666 701    |
| 1. rujna 1970.    | 5 924 615    |
| 1. rujna 1980.    | 8 493 226    |
| 1. rujna 1991.    | 9 646 185    |
| 1. kolovoza 1996. | 9 839 436    |
| 1. kolovoza 2000. | 10 434 252   |
| 1. srpnja 2006.   | 11 016 703   |

## Prijevoz
São Paulo je važno zračno, željezničko i cestovno sjecište. Grad opslužuju dvije veće zračne luke, međunarodna Aeroporto Internacional da Cumbica u Guarulhosu i Aeroporto de Congonhas koja služi za tuzemni zračni prijevoz.
Aeroporto Internacional de Guarulhos (Aeroporto da Cumbica) je najveća međunarodna zračna luka u Latinskoj Americi u kojoj posluje 39 avioprijevoznika koji povezuju 28 zemalja, s oko 500 letova dnevno. Dva terminala imaju kapacitet od 29 milijuna zračnih putnika godišnje. 2002. godine, kroz zračnu luku prošlo je 12 milijuna putnika, te 160.000 zrakoplova. Zračna luka će uskoro biti spojena izravno s metroom.
Zračna luka Congonhas nalazi se južno od središta grada, u blizini parka Ibirapuera. Ovdje se odvija najveći tuzemni promet. U gradu postoji još i zračna luka Campo de Marte koja se nalazi sjeverno od Rio Tietê. Ovaj aerodrom služi većinom za jeftinije i čarter letove, te za privatne korisnike.
São Paulo je grad s najvećim brojem helikoptera po stanovniku na svijetu. Po helikopterskom prijevozu je u rangu New Yorka i Tokija. Korisnici su većinom gradska elita koja ovim načinom izbjegava kriminal i gužve na cestama grada. U gradu se nalazi oko 200 sletišta za helikoptere i helidroma.
Grad je dobio željeznicu 1. siječnja 1867. Pruga Santos–Jundiaí i danas postoji, te premošćuje tada teško prolazne rijeke i brda, te spaja grad s obalom.
U cestovnom prometu, vrlo su važne dvije brze ceste (vias expressas) koje sijeku grad i povezuju ga s drugim brazilskim državama i autocestama, to su Marginal Tietê i Marginal Pinheiros. Ulazak u grad je moguć mnogim cestama, od kojih su najvažnije:
- Rodovia Presidente Dutra
- Rodovia Fernão Dias
- Rodovia Ayrton Senna
- Rodovia dos Imigrantes
- Rodovia Anchieta
- Rodovia Anhangüera
- Rodovia dos Bandeirantes
- Rodovia Castelo Branco
- Rodovia Raposo Tavares
- Rodovia Régis Bittencourt
- Rodoanel Mário Covas

### Javni prijevoz
Glavninu javnog prijevoza u São Paulu čine autobusi i podzemna željeznica. Metro sustavom grada upravlja država São Paulo, dok autobusnim prijevozom, kojeg obavljaju brojni prijevoznici, upravlja općinsko društvo SPTrans.

#### Autobusi
Gradom dominira autobusni prijevoz s oko 17,000 autobusa koji nose boje područja u kojem prometuju (npr. svjetlozelena za autobuse u području centar-jugozapad, tamnoplava za sjeverno područje itd.). Do nedavno vladala je jaka prisutnost neslužbenog prijevoza, koji je sad legaliziran i funkcionira isto kao i glavni prometni sustav.
Zbog brzog rasta grada, većina prometnica nije planski napravljena što danas rezultira velikim zastojima na cestama. Kako bi se riješio ovaj problem u fazi izgradnje je kružni sustav cesta oko grada, tj. zaobilaznica nazvana Rodoanel Mario Covas kojom bi većinom trebali prometovati autobusi i kamioni koji samo prolaze kroz grad.

## Kultura

### Kazališta
Jedno od najpoznatijih kazališta u São Paulu je „Theatro Municipal“. Ovo kazalište u blizini Anhangabaúa izgrađeno je početkom 20. stoljeća te je jedno od rijetkih ostataka iz tog vremena. Gradnja u neobaroknom stilu je započela 1903. godine, te je inspirirana izgledom Pariške Opere. Otvorena je 12. rujna 1911. godine, operom „Hamlet“ Ambroisea Thomasa.
U 20. stoljeću ovdje su nastupili mnogi svjetski umjetnici kao Maria Callas, Enrico Caruso, Isadora Duncan, Benjamino Gigli, Vaslav Nijinski, Anna Pawlowa, Arthur Rubinstein, Magdalena Tagliaferro, Arturo Toscanini i mnogi drugi.
Ovo kazalište ukrašeno je brojnim umjetničkim radovima, od kojih su istaknu stakleni prozori. U središnjem lusteru nalazi se 260 svjetiljki, a sastoji se od 6000 kristalnih dijelova. U nastavku zgrade nalazi se i muzej kazališta.
Od drugih kazališta poznati su: Kazalište katoličkog sveučilišta, Kazalište São Pedro, Brazilsko kazalište komedije itd.

### Muzeji
U Muzeju umjetnosti u São Paulu (Museu de Arte de São Paulo) nalazi se najvažnija zbirka umjetnina u Južnoj Americi, a u muzeju Ipiranga izložba o povijesti Brazila.
U „Museu de Arte Sacra“ nalazi se najbogatija zbirka sakralnih umjetnina u Brazilu, s više od 4000 izložbenih primjeraka od kojih su oko tisuću oltari, slike, križevi, skulpture i druge umjetnine napravljene u razdoblju od 16. do 20. stoljeća. Ova građevina je izgrađena u kolonijalnom stilu, a datira iz 1774. godine.
U Parque do Ibirapuera nalazi se „Museu de Arte Contemporânea“ (Muzej suvremene umjetnosti), u kojem se nalazi bogata zbirka od oko 3000 dijela zapadne i južnoameričke umjetnosti, među kojima i djela Pabla Picassa i Amedea Modiglianija. Tu je i zgrada Biennalea, u kojoj se svake dvije godine odvija najveća svjetska izložba moderne umjetnosti, „Museu de Arte Moderna“ (Muzej moderne umjetnosti), „Museu da Aeronáutica“ (Aeronautički muzej) i „Museu do Folclore“ (Muzej folklora).

### Obrazovanje
U gradu se nalazi Sveučilište u São Paulu (Universidade de São Paulo ili USP), koje je jedno od najpoznatijih akademskih institucija u Brazilu. Ovo sveučilište uzdržava država São Paulo, te je besplatno za svakog upisanog studenta. Sveučilište ima brojne istraživačke programe, te je jedan od najprestižnijih obrazovnih središta u zemlji. U gradu se nalazi glavni kampus, kao i medicinska i pravna škola. Diljem države nalazi se nekoliko manjih kampusa.
U gradu se nalazi i Nacionalni institut za nukulearna istraživanja IPEN (Instituto Nacional de Pesquisas Nucleares), te najveća javna bolnica u zemlji (Hospital das Clínicas da Faculdade de Medicina da USP).

### Šport

#### Nogomet
Kao i u ostatku Brazila, i u São Paulu nogomet je najvažniji i najpopularniji sport.
Najveći klubovi u São Paulu su São Paulo, Palmeiras i Corinthians. Sva tri igraju u brazilskoj Série A. Četvrti važan klub je Portuguesa, također član brazilske Série A. Još jedan važan klub u São Paulu je Santos FC iz obližnjeg istoimenog obalnog grada Santosa. U gradu postoje i dva manja kluba, to su Juventus i Nacional.
Nogometni klubovi
| Klub         | Liga    | Stadoion                | Nastanak |
| ------------ | ------- | ----------------------- | -------- |
| Corinthians  | Série A | Arena Corinthians       | 1910.    |
| Palmeiras    | Série A | Allianz Parque Stadium  | 1914     |
| São Paulo FC | Série A | Morumbi Stadium         | 1930.    |
| Santos FC    | Série B | Urbano Caldeira Stadium | 1912.    |
| Portuguesa   | Série B | Canindé Stadium         | 1920.    |
| Juventus     | Série C | Rua Javari Stadium      | 1924.    |
| Nacional     | Série C | Nicolau Alayon Stadium  | 1919.    |

#### Silvestarski maraton
Silvestarski maraton se odvija svake godine na Silvestrovo (31. prosinca). Prvi put je održan 1925. godine, kada su sudionici trčali oko 8 km ulicama. Od tada se mijenjala dužina utrke, a danas je određena na 15 km. Registracije za utrku počinju 1. listopada, a broj sudionika je ograničen na 15 000.

#### Velika nagrada Brazila
Velika nagrada Brazila je utrka Formule 1 koja se odvija na pisti Autódromo José Carlos Pace u Interlagosu. Staza je dugačka 4.31 km, a dužina utrke je 305.91 km. Dosad najuspješniji vozač bio je Alain Prost.

#### Drugi sportovi
Odbojka, košarka i tenis su također popularni sportovi. U gradu postoji nekoliko klubova čije su momčadi osvojile mnoštvo nagrada. Najvažniji su Pinheiros (odbojka, košarka i rukomet), Paulistano (košarka), Banespa (odbojka), Hebraica (košarka) i São Paulo Athletic Club (rugby).

## PoznatiPaulistanos
- Ayrton Senna
- Emerson Fittipaldi
- Felipe Massa
- Rubens Barrichello
- Leandro Barbosa
- Cafu
- Hélio Castroneves
- Roberto Rivelino
- Djalma Santos
- Leandro Barbosa
- Marcelinho Huertas
- Thomaz Bellucci
- Felipe Kitadai
- Éder Jofre
- Robert Scheidt
- Aurélio Miguel
- Luciano Burti
- José Carlos Pace
- Alex Barros
- Anderson Silva
- Wanderlei Silva
- Lars Grael
- Torben Grael
- Kahena Kunze
- Maria Bueno
- Beatriz Haddad Maia
- Jaime Oncins
- Luiz Mattar
- Luisa Stefani
- Felipe Wu
- Poliana Okimoto
- Carlos Honorato
- Walter Carmona
- Gustavo Tsuboi

## Gradovi prijatelji
| - Abidjan, Bjelokosna Obala (1981.) - Alta Floresta, Brazil (1995.) - Aman, Jordan (1997.) - Asunción, Paragvaj (1998.) - Bamako, Mali (2000.) - Barcelona, Španjolska (1985.) - Budimpešta, Mađarska (2000.) - Buenos Aires, Argentina (1999.) - Cluj-Napoca, Rumunjska (2000.) - Coimbra, Portugal (1996.) - Córdoba, Španjolska (2001.) - Damask, Sirija (1999.) - Erevan, Armenija (1999.) | - Havana, Kuba (1997.) - La Paz, Bolivija (1999.) - La Plata, Argentina (1988.) - Lima, Peru (2002.) - Leiria, Portugal (1996.) - Lisabon, Portugal (1995.) - Toronto, Kanada (1999.) - Makao, Kina (1999.) - Milano, Italija (1962.) - Mendoza, Argentina (1998.) - Funchal, Portugal (1998.) - Miami, SAD (1988.) - Góis, Portugal (2000.) | - Montevideo, Urugvaj (2001.) - Luanda, Angola (1993.) - Naha, Japan (1998.) - Osaka, Japan (1985.) - Peking, Kina (1999.) - Ciudad del Este, Paragvaj (1994.) - San Cristóbal de La Laguna, Španjolska (1990.) - Santiago, Čile (1998.) - Santiago de Compostela, Španjolska (2000.) - San José, Kostarika - Seul, Južna Koreja (1997.) - Šangaj, Kina (1988.) - Tel Aviv, Izrael (2004.) |

## Vanjske poveznice
- (port.)(engl.)(šp.) Službena turistička stranica São Paula
- (port.)(engl.)(šp.) Službena stranica grada  Arhivirana inačica izvorne stranice od 10. listopada 2011. (Wayback Machine)

### Fotografije
- Foto album